# 1600
Cette page concerne l'année 1600  du calendrier grégorien. Pour l'année 1600 av. J.-C., voir 1600 av. J.-C.
L'année 1600 est une année séculaire et une année bissextile qui commence un samedi.

## Événements
- 19 février au 6 mars : éruption explosive du Huaynaputina, au Pérou[1].
- 25 avril, Empire ottoman : une armée dirigée par deux anciens gouverneurs de Syrie et Bagdad pour combattre le soulèvement de Kara-Yazidji, qui s'est emparé d'Urfa, est battue près de Kayseri par une armée de 20 000 rebelles Kurdes, Turkmènes et déserteurs de l'armée de Hongrie[2].

- 21 octobre : Ieyasu Tokugawa, âgé de 57 ans, défait ses rivaux, des daimyô révoltés, à la bataille de Sekigahara et assoit son pouvoir sur la totalité du Japon[3]. Plus de 200 000 hommes s’entretuent dans la boue quand Ieyasu obtient le ralliement de quelques daimyô qui fait basculer l’issue de la bataille.
- 31 décembre : fondation d'une Société anglaise de commerce avec l'Inde (British East India Company)[4].

- Fondation de Tadoussac au Québec par Pierre de Chauvin[5].

### Europe
- Gelées à Valence (Espagne)[6]. Gelées d’oliviers en Provence[7].

- 21 janvier : Mountjoy devient lord deputy d’Irlande (Lord lieutenant en 1603)[8].
- 17 février : Giordano Bruno est exécuté à Rome[9].

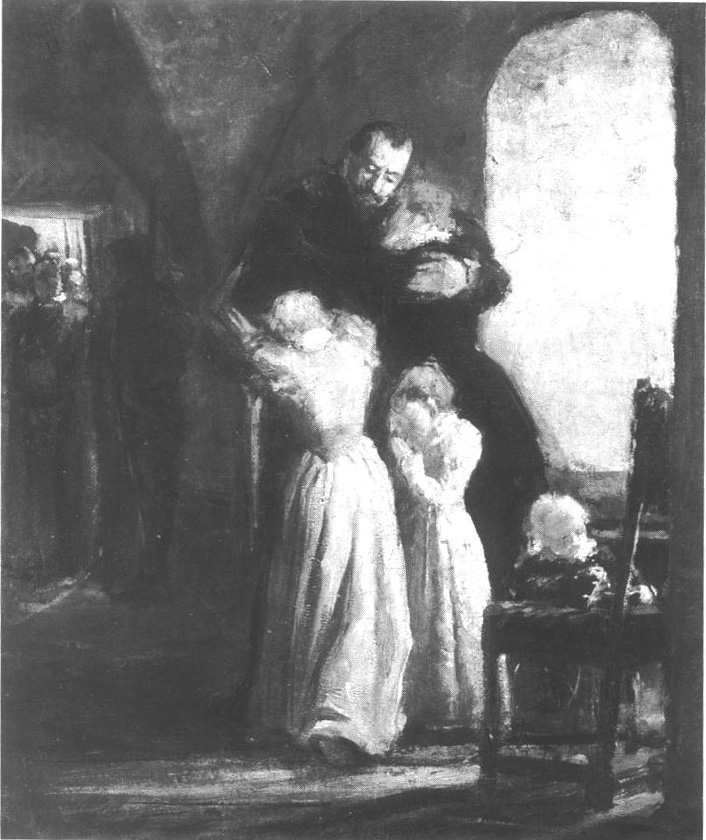
20 mars : bain de sang de Linköping ; derniers adieux du sénateur Gustaf Banér à sa famille avant son exécution, toile de Fanny Brate.

- 20 mars : bain de sang de Linköping (en), en Suède où une partie importante de la noblesse favorable à Sigismond Vasa est exécutée sur ordre du régent Charles[10].
- Mai : Michel le Brave occupe la Moldavie, destitue le voïévode Ieremia Movilă mis en place par les Polonais et se proclame prince de toute la Ougrie-Valachie, de la Transylvanie et de la Valachie[11].
- 27 juin : édit de Ferdinand de Styrie contre les protestants à Graz. Le 8 août, un autodafé brûle plus de 10 000 ouvrages devant le palais ducal[12]. Ferdinand crée des commissions de « réformation » qui disposent d’hommes d’arme pour fermer les temples et brûler les livres hérétiques[13]. 2500 protestants sont chassés de Styrie et de Carinthie[12].

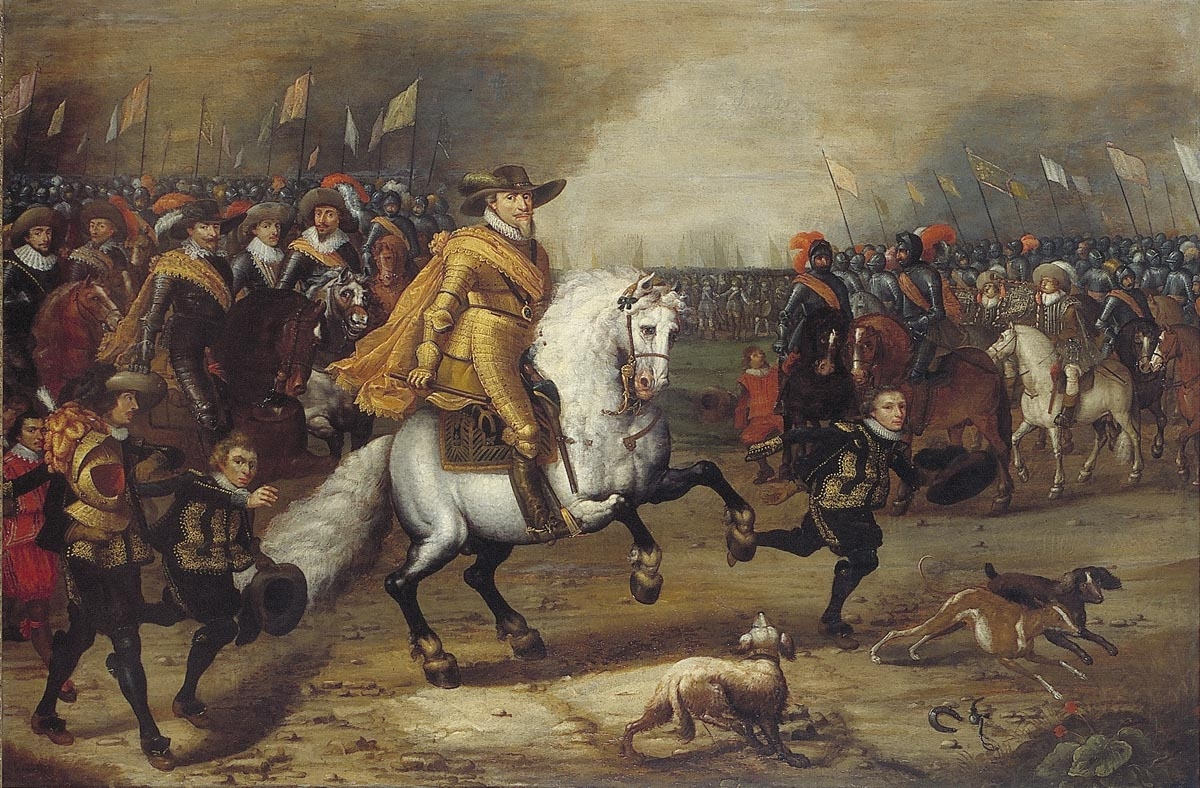
2 juillet : Maurice de Nassau à la bataille de Nieuport

- 2 juillet : Maurice de Nassau défait l'armée autrichienne à la bataille de Nieuport dans le Comté de Flandre ; il doit cependant se replier vers les Provinces-Unies[14]. Brouille entre Maurice de Nassau et le pensionnaire Johan van Oldenbarnevelt, qu'il accuse de l'avoir mal soutenu dans le siège de Nieuport.
- 11 août : début de la guerre franco-savoyarde[15].
- 13 août : prise de Bourg-en-Bresse par les Français[15].
- 21 août : l'ambassadeur du Maroc Abd el-Ouahed ben Messaoud est reçu par la reine Élisabeth Ire d'Angleterre à Londres[16].
- 10 septembre : prise du château de Charbonnières par les Français en Savoie[17].
- Septembre : 
  - Les Polonais envahissent la Moldavie et restaurent Ieremia Movilă[11].
  - Charles de Liechtenstein, grand maître de la cour, devient président du conseil privé de l'empereur Rodolphe II[18].
- 2 septembre-20 octobre : siège et prise de Kanisza en Hongrie par les Ottomans malgré la défense du duc de Mercœur[19]. Les Turcs avancent jusqu'à Albe Royale (novembre) puis refluent devant l'hiver.
- 8 octobre : Saint-Marin obtient sa constitution écrite[20].
- 20 octobre : 
  - Victoire des Polonais de Jan Zamoyski sur la Moldavie et la Valachie à Tîrgoviste[21].
  - L'empereur Rodolphe II reçoit une ambassade persane à Vienne conduite par Husain Ali Beg, accompagné de l’Anglais Shirley[22].
- 18 - 19 décembre : inondations à Venise[23].

## Naissances en 1600
- 17 janvier : Pedro Calderón de la Barca, poète espagnol († 25 mai 1681).
- 28 janvier : Clément IX, pape italien († 9 décembre 1669).
- ? janvier : Jan Matham, peintre et graveur néerlandais († juillet 1648).
- 11 février : Girolamo Fantini, trompettiste et compositeur italien († 6 mai 1675).
- 20 juillet : baptême de Jerónimo Jacinto Espinosa, peintre espagnol († 1667)[24].
- 22 juillet : Michel de Marolles, homme d'Église, traducteur et historien français († 6 mars 1681).
- 1er octobre : Jacques Blanchard, peintre et graveur français († 1638).
- 5 octobre : Thomas Goodwin, théologien et prédicateur puritain anglais († 23 février 1680).
- 19 novembre : Charles Ier d'Angleterre, roi d'Angleterre († 30 janvier 1649).
- 6 décembre : baptême de Jusepe Martínez, peintre  et portraitiste espagnol († 6 janvier 1682).
- Date précise inconnue :
  - Gioacchino Assereto, peintre baroque italien († 28 juin 1649).
  - Filippo d'Angeli, peintre baroque italien († 1660).
  - Antonio Barbalunga, peintre baroque italien († 2 novembre 1649).
  - Jakob Bartsch, mathématicien, astronome et médecin allemand († 26 décembre 1633).
  - Martin Besenval de Brünstatt, entrepreneur et commerçant, anobli en 1655, fondateur de la lignée des Besenval de Soleure († 1660).
  - Giuseppe Caletti, peintre baroque italien († vers 1660).
  - Claude Gellée, dit le Lorrain, peintre français († 23 novembre 1682).
  - John Hayls, peintre baroque anglais († 1679).
  - Carlos Patiño, compositeur polyphoniste, chef d'orchestre et organiste espagnol († 15 septembre 1675).
  - Guido Ubaldo Abbatini, peintre baroque italien († 1656).
- Vers 1600 :
  - Gillis Gillisz. de Bergh, peintre néerlandais († 1669).
  - Gerard Houckgeest, peintre néerlandais († août 1661).
  - Gerard Soest, peintre néerlandais († 11 février 1681).

## Décès en 1600
- 21 janvier :
  - Lorenzo Priuli, cardinal italien (° 1537).
  - Jerzy Radziwiłł, évêque et cardinal polonais (° 31 mai 1556).

- 9 février : Jean-Frédéric de Poméranie, duc de Poméranie (° 27 août 1542).
- 15 février : José de Acosta, jésuite espagnol, missionnaire et naturaliste en Amérique latine (° 1539).
- 17 février : Giordano Bruno, philosophe italien, brûlé vif à Rome pour hérésie (° janvier 1548).
- 20 février : Girolamo di Corregio, cardinal italien (° 1511).
- 22 février : Henrique Henriques, prêtre jésuite portugais d'origine juive (° 1520).

- 16 mars : Johann Major, poète et théologien protestant allemand (° 2 janvier 1533).
- 22 mars :  Hōjō Ujinori, samouraï de l'époque Sengoku au Japon (° 1545).

- 7 avril : Bâkî, poète turc (° 1526).
- 20 avril : Ludovico Madruzzo, cardinal germano-italien (° 1532).
- 25 avril : Jean de La Barrière, abbé et réformateur de l'abbaye Notre-Dame de Feuillant (° 29 avril 1544).
- ? avril : Thomas Deloney, écrivain anglais (° 1543).

- 4 mai : Jean Nicot, diplomate et écrivain français (° 1530).
- 18 mai : Fulvio Orsini, humaniste, philologue, bibliothécaire et antiquaire italien (° 11 décembre 1529).
- 19 mai : Abe Masakatsu, samouraï du clan Abe de la province de Mikawa au service de Tokugawa Ieyasu (° 4 juillet 1541).

- 3 juin : Juan Grande Roman, saint laïc espagnol, fondateur d'hôpitaux pour les pauvres (° 6 mars 1546).
- 8 juin : Édouard Fortunatus de Bade-Bade, membre de la Chambre royale de Zähringen et margrave de Bade-Bade (° 17 septembre 1565).
- 21 juin : Jean Rigby, gentilhomme anglais (° vers 1570).
- 25 juin : David Chytraeus, écrivain luthérien (° 26 février 1530).

- 11 juillet : Thomas Hunt, prêtre martyr catholique anglais (° 1574).
- 15 juillet : Antonio Contin, architecte italien (° 1566).
- 17 juillet ou 25 août : Hosokawa Gracia, noble japonaise (° 1563).
- ? juillet : Guillaume d'Avançon, archevêque d'Embrun (° 1535).

- 5 août : Hineno Takayoshi, samouraï de l'époque Azuchi Momoyama au service du clan Toyotomi (° 1539).
- 27 août :
  - Pedro de Deza, cardinal espagnol (° 26 mars 1520).
  - Kaganoi Shigemochi, samouraï de l'époque Azuchi Momoyama au service du clan Oda (° 1561).
  - Mizuno Tadashige, obligé du clan Tokugawa à la fin des dernières années de l'époque Azuchi Momoyama (° 1541).
- ? août : Johan Sadeler, graveur illustrateur flamand (° 1550).

- 5 septembre : Sigismond-Auguste de Mecklembourg, duc de Mecklembourg (° 11 novembre 1560).
- 8 septembre :
  - Matsudaira Ietada, samouraï japonais de la période Sengoku (° 1555).
  - Mototada Torii, samouraï japonais (° 1539).
  - Naitō Ienaga, samouraï de la fin de la période Sengoku et du début de la période Azuchi-Momoyama au service du clan Tokugawa (° 1546).
- 18 septembre : Rodrigo de Castro Osorio, cardinal espagnol (° 5 mars 1523).
- 20 septembre : Melchior de Redern, général autrichien des Guerres ottomanes en Europe (° 6 janvier 1555).
- 25 septembre : Antoine du Verdier, seigneur de Vauprivas, humaniste et bibliographe français (° 1544).
- 26 septembre : Claude Le Jeune, musicien français, auteur de chansons polyphoniques (° vers 1530).

- 2 octobre : João de Lucena, écrivain portugais (° 27 décembre 1549).
- 12 octobre : Luis Molina, jésuite espagnol (° 29 septembre 1535).
- 16 octobre : Nicolas Raimarus Ursus, astronome et mathématicien du  Saint-Empire romain germanique (° 2 février 1551).
- 17 octobre : Cornelis de Jode, cartographe et graveur flamand (° 1568).
- 21 octobre :
  - Ōtani Yoshitsugu, samouraï japonais (° 1559).
  - Shimazu Toyohisa, samouraï, membre du clan Shimazu (° 1570).
  - Toda Katsushige, daimyo des périodes Sengoku et Azuchi Momoyama de l'histoire du Japon (° 1557).
- 24 octobre : Andrea Bacci, philosophe, médecin et écrivain italien (° 1524).

- 3 novembre : Richard Hooker, théologien anglais (° mars 1554).
- 4 novembre : Chōsokabe Chikatada, samouraï de la période Azuchi-Momoyama (° 1572).
- 6 novembre :
  - Ankokuji Ekei, diplomate du clan Mōri (° 1539).
  - Ishida Mitsunari, un descendant des Fujiwara, principal adversaire de Tokugawa Ieyasu à la bataille de Sekigahara (° septembre 1559).
  - Konishi Yukinaga, daimyo converti au christianisme (° 1555).
  - Mitsunari Ishida, seigneur féodal japonais (° 1559).
- 8 novembre : Natsuka Masaie, daimyō de la période Azuchi Momoyama (° 1562).
- 9 novembre : Achille Falcone, compositeur italien (° vers 1570).
- 11 novembre : Aoki Kazunori, samouraï de l'époque Azuchi Momoyama au service du clan Toyotomi (° 1541).
- 12 novembre : André d'Autriche, cardinal autrichien (° 15 juin 1534).
- 17 novembre : Kuki Yoshitaka, commandant de la marine durant la période Sengoku du Japon (° 1542).
- 24 novembre : Balthasar Russow, pasteur, prédicateur et chroniqueur de Livonie et d'Estonie (° 1536).
- 26 novembre : Henri de Lorraine-Chaligny, comte de Chaligny et marquis de Moy (° 31 juillet 1570).
- 30 novembre : Nandabayin, roi birman de la dynastie Taungû (° 9 novembre 1535).

- 5 décembre : Francisco Sánchez de las Brozas, humaniste, philologue et grammairien espagnol (° 1523).
- 16 décembre : Charles Ier de Birkenfeld, comte palatin de Birkenfeld (° 4 septembre 1560).

- Date précise inconnue : 
  - Elazar Azikri, rabbin, kabbaliste, poète liturgique et homme de lettres (° 1533).
  - Felipa de Souza, militante portugaise (° 1556).
  - Jacob Horstius, professeur de médecine à l'Université de Helmstedt (° 1537).
  - Luis del Mármol Carvajal, chroniqueur espagnol (° 1520).
  - Gilles de Noailles, ecclésiastique et ambassadeur de France à la Sublime Porte de Constantinople et évêque désigné de Dax (° 1524).
  - Pierre du Faure de Sain-Jorry, juriste francais (° 1540).
  - Gérard Richier, sculpteur sur pierre français (° 1534).
  - Decio Termisani, peintre italien (° 1565).

- Vers 1600 :
  - Cristoforo Augusta, peintre italien (° vers 1550).
  - Antonio de Lofraso, poète sarde (° vers 1540).
  - Menocchio, meunier du Frioul, jugé et exécuté pour hérésie par l'Inquisition (° 1532).
  - Sebastiano Menzocchi, peintre italien de l’école de Forlì  (° vers 1535).
  - Agostino Ramelli, ingénieur suisse italien (° 1531).